# Constanza Green
Constanza Green Durán (Concepción, Chile, 1983) es una artista visual chilena, cuyos lenguajes son el dibujo, la pintura y el muralismo, desde donde explora, principalmente, los fenómenos de la naturaleza y sus relaciones con el ser humano, siendo la mirada desde lo femenino el que pulsa con mayor fuerza en sus trabajos. Constanza, además, es gestora cultural y docente en el campo de las artes y la creatividad, así como facilitadora de talleres de arte y salud mental en diversas instituciones de la región del Biobío.

## Biografía y trayectoria
Es Licenciada en Artes Plásticas con mención en Grabado de la Universidad de Concepción (2009). Desde el año 2004, ha participado en más de 40 exposiciones, entre colectivas e individuales, siendo las más relevantes en las ciudades de Concepción, Chillán, Los ángeles, Santiago, París y Francia. Fue cocreadora del espacio cultural Del Aire Artería, que funcionó entre el 2010 y 2013 en Concepción, difundiendo y vinculando el arte penquista emergente con la comunidad. El año 2016, participa como muralista en el proyecto fondart “Muraleando la Salud”, CESFAM Paulina Avendaño de Talcahuano, donde diseña y pinta el mural “Re-floreSer”. En esa misma línea, crea y pinta en el proyecto MURALES EN LOS BARRIOS, organizado por la Dirección de Extensión de la Universidad de Concepción, en el sector de Barrio Norte, en la ciudad de Concepción. Su trabajo como artista visual se ha desplegado, también, de forma interdisciplinaria, haciendo el cruce con las artes escénicas. En ese sentido, ha realizado una labor importante en escenografía y diseño lumínico para montajes como la obra “Lalito Welas Show” (2005), “Última Luz” (2007) y “Cuando silencie” (2009) de la Compañía de teatro penquista Teatrhoy. Actualmente, realiza su trabajo como artista independiente en el Taller Poñén, ubicado en la comuna de Florida, Concepción. Ahí desarrolla proyectos de dibujo, pintura y muralismo, y colabora con publicaciones independientes. Paralelamente, es profesora del Taller de Arte en Programa de Habilidades Laborales de la Universidad Andrés Bello de Talcahuano y en el área de Psiquiatría Ambulatoria del Hospital Guillermo Grant Benavente de Concepción.

## Obra
Las técnicas de la ilustración y el dibujo, cuyo despliegue es tributario de un accionar consciente de su entorno natural y social, han ido definiendo su práctica artística y enriqueciendo un proyecto político detrás de cada uno de sus procesos de obra. Sus archivos de infancia y adolescencia, viajes y experiencias, como la maternidad, han impactado su práctica artística y la selección de los soportes.
Se le ha definido como naturalista “Yo no soy conceptual, soy de las artes plásticas. Lo mío es la escultura, la pintura y el dibujo… Me interesan las imágenes religiosas, el feminismo, el mundo onírico y la naturaleza”, así define su trabajo en entrevista para RAV (Archivo Digital de las Artistas Visuales de Concepción). Precisamente, en la naturaleza ha posado su mirada y, sobre todo, en la relación que establecemos con ella. El dibujo de las formas y los fenómenos que observa, la lleva a levantar un imaginario de jardines con plantas ficcionadas y reales, cuya invención releva nudos críticos y problemáticos en torno a las poblaciones indígenas, su cosmovisión y cómo preservan conocimientos fundamentales sobre biodiversidad.
Lo visual, para Constanza, es canal mediador para tomar una posición y compartir un discurso que busca tomar conciencia de lo que realmente está sucediendo en materia ambiental. Esto es posible de ver en forma clara en su trabajo de pintura mural “Santuario de Poder” (2014) (Cápsula) y “Mi vergel”, exhibición que reúne dibujos y pinturas sobre flora y fauna en peligro de extinción, jardines imaginarios y cosmovisión indígena. (2018). “El bosque nativo de la Reserva Nonguén y su fauna; dibujos de mujeres protectoras de estos espacios, mujeres medicina, como la Machi Francisca Linconao y María Sabina, la sabia de los hongos; también hay unos dibujos que hice leyendo poemas de Damsi Figueroa, poeta penquista que escribe, entre otros temas, desde una conciencia y cosmovisión sagrada de la naturaleza”, expone sobre esta, su última exposición.  Su práctica, también, ha girado a contenidos relacionados al dominio de los sueños, del inconsciente y de la psiquis femenina.

## Exposiciones individuales
- 2007 Muestra individual de grabados “De mi inconsciente”, Pizzería y galería PizzArte, calle Edmundo Larenas, Concepción. Intervención: serigrafías, litografías, reciclaje. Centro cultural Espacio La Escalera, Concepción.
- 2008 Exposición Individual, “Experiencia: Rostro y Error” Autorretratos Litográficos, Galería de Arte La tina, San Pedro de la paz.
- 2014 Exposición individual “Santuario de Poder” Pintura Mural de Flora y Fauna Nativa de la Reserva Nonguén, proyecto ganador Fondart Regional 2014, Artistas del Acero, Concepción.
- 2016 Exposición Individual de dibujo “TUPA: ficción de un encuentro entre seres de otra galaxia y una joven aymara”, Bar Galería Aura, Concepción.
- 2018 Exposición Individual “MI VERGEL”, reúne dibujos y pinturas de distintos años, sobre flora y fauna en peligro de extinción, jardines imaginarios y cosmovisión indígena. 5 al 31 de julio, Biblioteca Viva Los Ángeles, Chile.

## Exposiciones colectivas
- 2003 Muestra colectiva “Clave 4”, Universidad del Bío-Bío, Concepción.
- 2004 Alumna Invitada exposición “Huellas”, sala SECUM, Tomé. Colectiva Estudiantes de arte Universidad de Concepción, Facultad de Odontología.
- 2006 “Carmona-Green-Pincheira”, Sala Biblioteca Viva, Mall Plaza Trébol, Talcahuano. Colectiva Técnicas, centro de salud regional, policlínico cárcel El Manzano, Concepción. Colectiva Expo-gráfica 2006, Salón de las Artes y la Cultura Walter Ramírez”, Lebu.
- 2007 Exhibición “Venta de obras y objetos de arte”, Taller La Tina, San Pedro de la Paz, Concepción. Expositora 3.ª edición Feria de Arte “Manufactura”, Pinacoteca, Universidad de Concepción. Colectiva, Luva café/bar “Un espacio para el arte”, Concepción.
- 2008 Colectivo Gravura, Hall biblioteca central Universidad de Concepción, Concepción. Expositora 4.ª edición Feria de Arte “Manufactura”, Pinacoteca, Universidad de Concepción. Colectivo Gravura, Sala Rafael Ampuero, Tomé.
- 2009 Exposición “Individualismo Colectivo”, Balmaceda Arte Joven Concepción, Colectivo Gravura. Exposición “Relato Circular”, Sala Marta Colvin, Chillán, Colectivo Gravura.
- 2010 Exposición Colectiva “Pinturas y Grabados”, Facultad de Ingeniería Eléctrica, Universidad de Concepción. Exposición Colectiva “Vegetaciones”, primer ciclo de arte en la Casa de la Cultura San Pedro de la Paz. Expositora 6.ª edición Feria de Arte “Manufactura”, Alianza Francesa, Concepción.
- 2011 Intervención en banca de la plaza Samuel Muñoz de Tomé, dentro del Proyecto Bancas Pintadas organizado por Del Aire Artería en conjunto con el Consejo Regional de la Cultura y las Artes región del Bio-bío.
- 2012 Organizadora y expositora en “Primer Encuentro de Dibujo” en Del Aire Artería. Exposición Colectiva “Ejercicios de Realidad”, del artista Jorge González Lohse, Galería Piso Dos, Santiago. Exposición Brotárea junto a las artistas Romina Ortega y Patsy Muñoz, Galería Del Aire Artería, Concepción.
- 2013 Exposición Colectiva “Un coeup oeil autour de la creation penquista”, Couvent des Cordeliers, París, Francia. Exposición y Venta de arte colectiva “UNDER-30”, Espacio oOps! Av. Italia, providencia, Santiago. Exposición Colectiva “Praná”, 12 a 24 de diciembre, Galería Del Aire Artería, Concepción.
- 2014 Exposición Bipersonal “Movimiento”, junto a Gabriela Molina, parque Alessandri, Concepción. Expo “Baraja” Arte contemporáneo penquista, Espacio Zaguán, Concepción.
- 2015 Exposición colectiva “Lotas Puertas Afuera”, itinerante por la región del Bio-bío. -Exposición “TRANS – MUTE” 3A Estudio, Concepción. -Expositora en Primera Feria de Arte contemporáneo del Biobío. Rambla diagonal Pedro Aguirre Cerda, Concepción.
- 2016 Artista pintora del proyecto fondart “Muraleando la Salud”, CESFAM Paulina Avendaño de Talcahuano, diseño y pintura del mural “Re-floreSer”
- 2017 Inauguración Mural “Re-floreSer”, proyecto “Muraleando la Salud”, CESFAM Paulina Avendaño de Talcahuano. Presentación del Mural realizado con alumnos del Taller de Ilustración, tercera temporada, Balmaceda Bío bío, Concepción. 2018 Artista creadora y pintora en el proyecto MURALES EN LOS BARRIOS, organizado por la Dirección de extensión de la Universidad de Concepción, en el marco de la celebración de los 100 años de la UdeC, bajo la dirección de María Soledad González. Barrio Norte, Concepción.